# Peltogyne catingae
Peltogyne catingae är en ärtväxtart som beskrevs av Adolpho Ducke. Peltogyne catingae ingår i släktet Peltogyne och familjen ärtväxter.

## Underarter
Arten delas in i följande underarter:
- P. c. catingae
- P. c. glabra